# 1196

## Narození
- 3. ledna – Cučimikado, 83. japonský císař († 6. listopadu 1231)
- 27. března – Svjatoslav Vsevolodovič, kníže novgorodský, jurjevský a vladimirsko-suzdalský († 3. února 1252)

## Úmrtí
- 24. dubna – Béla III., uherský a chorvatský král (* 1148/1149)
- 26. dubna – Alfonso II. Aragonský, aragonský král (* 25. března 1157)
- 14. srpna – Jindřich IV. Lucemburský, zvaný Slepý, lucemburský hrabě (* 1112)
- 15. srpna – Konrád II. Švábský (* 1168/1176?)

## Hlavy států
- České knížectví – Jindřich Břetislav
- Svatá říše římská – Jindřich VI. Štaufský
- Papež – Celestýn III.
- Anglické království – Richard I. Lví srdce
- Francouzské království – Filip II. August
- Polské knížectví – Lešek I. Bílý
- Uherské království – Béla III. – Emerich Uherský
- Sicilské království – Konstancie s Jindřichem I.
- Kastilské království – Alfonso VIII. Kastilský
- Rakouské vévodství – Fridrich I. Babenberský
- Skotské království – Vilém Lev
- Byzantská říše – Alexios III. Angelos